# Liselotte Herrmann
Liselotte Herrmann, född 23 juni 1909 i Berlin, död 20 juni 1938 i Plötzenseefängelset, Plötzensee, var en tysk kommunist. Hon avrättades av nazisterna som medlem av den kommunistiska motståndsrörelsen.